# Isla Mancera
La Isla Mancera o Isla de Mancera está ubicada en la desembocadura del río Valdivia, en la provincia de Valdivia, Chile, en la costa oriental de la Bahía de Corral, frente a la localidad de Niebla. Por un decreto supremo del 15 de junio de 1973 es Monumento Nacional de Chile como Zona Típica.

## Historia
Llamada Guiguacabín o Güiguacabín por los habitantes originarios del sector, es rebautizada como Mancera el 6 de febrero de 1645 por los conquistadores, cuando deciden regresar luego de los continuos ataques de los habitantes originarios. El Virrey del Perú, Pedro de Toledo y Leiva y I marqués de Mancera decidió construir en esta isla, y así repoblar el sector.
Tiene una extensión de 1300 m de norte a sureste y 650 m de ancho. En la parte central se forma un cerro de 89 m s. n. m. Sus contornos de la parte norte y noreste son rocosos con playas de arena y conchuela. Las costas del sur y del oriente presentan playas aptas para balnearios, las cuales son acompañadas por pequeñas caídas de aguas de vertientes naturales.
La isla es conocida por sus fortificaciones virreinales (principalmente el Castillo San Pedro de Alcántara, dentro de este, las ruinas de Iglesia San Antonio de Padua), que forman parte del sistema de fuertes de Valdivia, también es conocida por su Santuario Católico en honor de la Virgen María en su advocación Virgen de Candelaria, solemnidad que data de 1645 y que reúne miles de fieles y visitantes en la isla cada 2 de febrero. Hoy en día es una de las principales atracciones turísticas de Valdivia junto al Santuario de la Naturaleza Carlos Anwandter, el Parque Oncol y el Área Costera Protegida Punta Curiñanco.[cita requerida]